# Axel V. Preno
Axel Valdemar Preno (født Pedersen 8. november 1897 i København-9. september 1971 i Valby i København) var en dansk fodboldspiller.
Preno spillede på KB's hold med hvilket, han vandt det danske mesterskab 1918 og 1922.
Han spillede i perioden 1922-1923 to landskampe for Danmark. Han debuterede mod på Tjekkoslovakiet i Idrætsparken 1922.
Han spillede også sin anden og sidste landskamp mod Tjekkoslovakiet 1923 i Sparta-Letná i Prag.